# یاژنگسکی مون
یاژنگسکی مون (به لاتین: Jarzeński Młyn) یک روستا در لهستان است که در گمینا للکووو واقع شده‌است.